# Isabella Brant

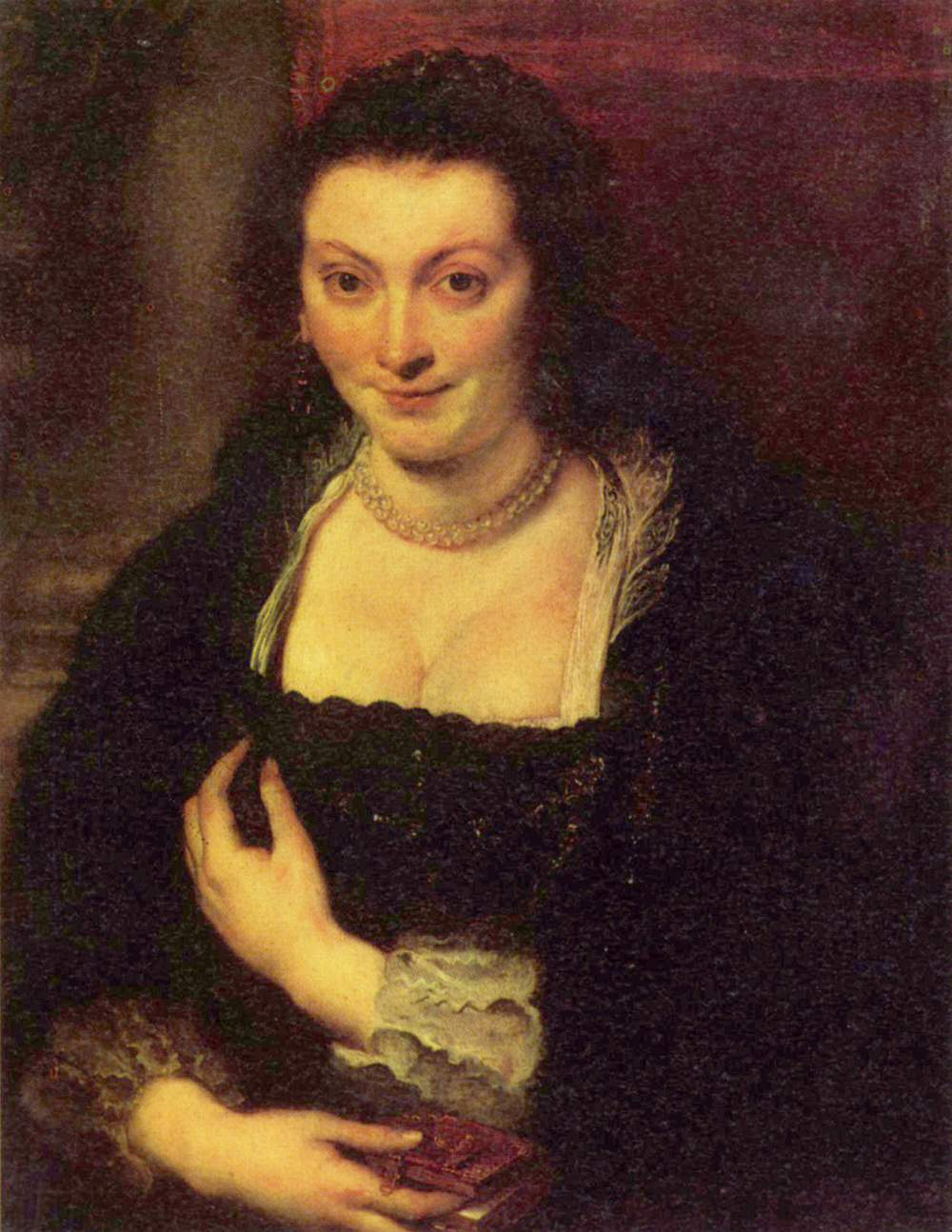
Isabella Brant, ca. 1625 (Uffizien)

Isabella Brant (geboren 1591; gestorben am 15. Juli 1626 in Antwerpen) war die erste Frau von Peter Paul Rubens, die ihm und seinen Schülern auch für mehrere Gemälde Modell stand.

## Leben
Isabella Brant war die Tochter von Jan Brant, einem Ratsschreiber und Humanisten in Antwerpen, und dessen Frau Clara de Moy. Sie lernte Rubens im Alter von 18 Jahren kennen, nachdem dieser 1608 aus Italien zurückgekehrt war und dank der Kontakte seines Bruders Philipp das Haus des Antwerpener Bürgermeisters Nicolaas Rockox besuchte. 
Das Paar heiratete am 3. Oktober 1609 in der Prämonstratenser-Kirche Sankt Michael. Das Verlobungsgemälde, ein Doppelbildnis in der Geißblattlaube, wird heute in der Alten Pinakothek in München ausgestellt.
Das Ehepaar hatte drei Kinder: Clara Serena (1611–1623), Albert (1615–1657) und Nikolaas (1618–1655). Die Tochter wurde nach Isabellas Mutter benannt, die Söhne nach den Gönnern Rubens’.
Nach dem Tod seiner 36-jährigen Frau an der Pest beklagte Rubens seinen Verlust: „Ich habe meine gute Frau verloren! Sie hatte keinen der Fehler ihres Geschlechtes, sie war ohne Launen, so gut, so treu.“

## Bilder

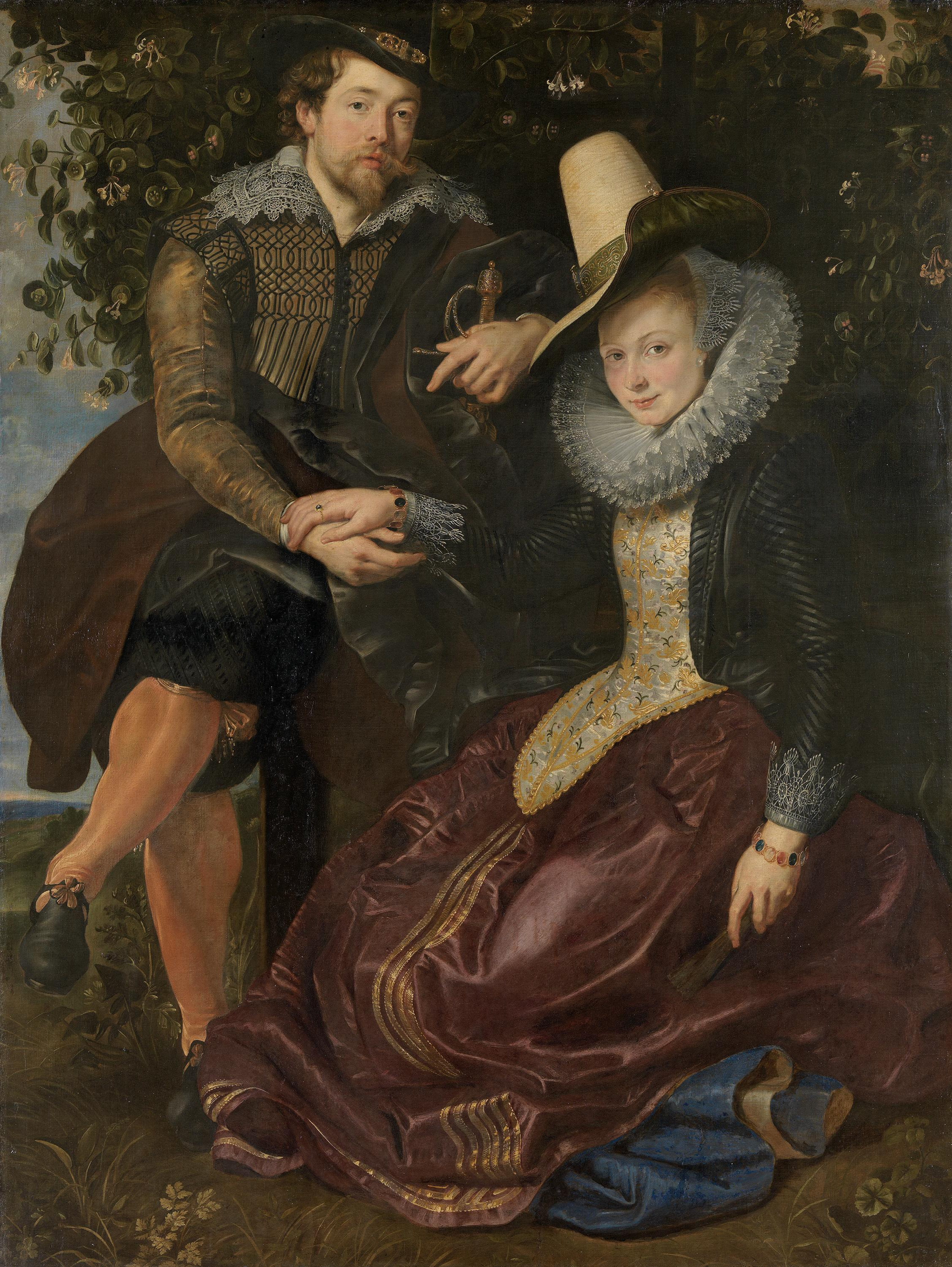
Verlobungsgemälde des Paares in der Geißblattlaube (Alte Pinakothek)
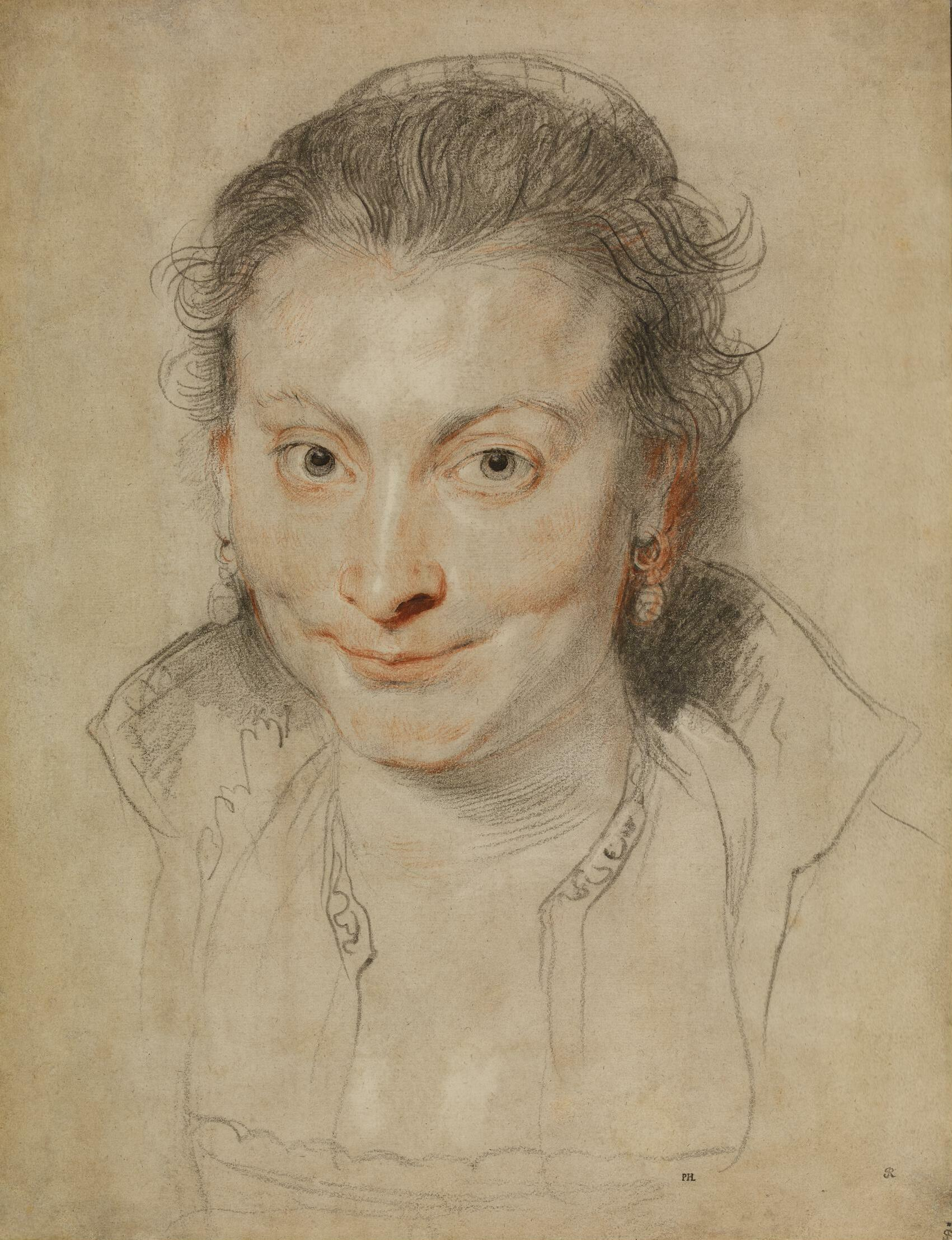
Isabella Brant, Zeichnung durch Rubens um 1621 (British Museum)
Isabella Brant, Zeichnung durch Anthony van Dyck etwa 1623–1626 (National Gallery of Art)
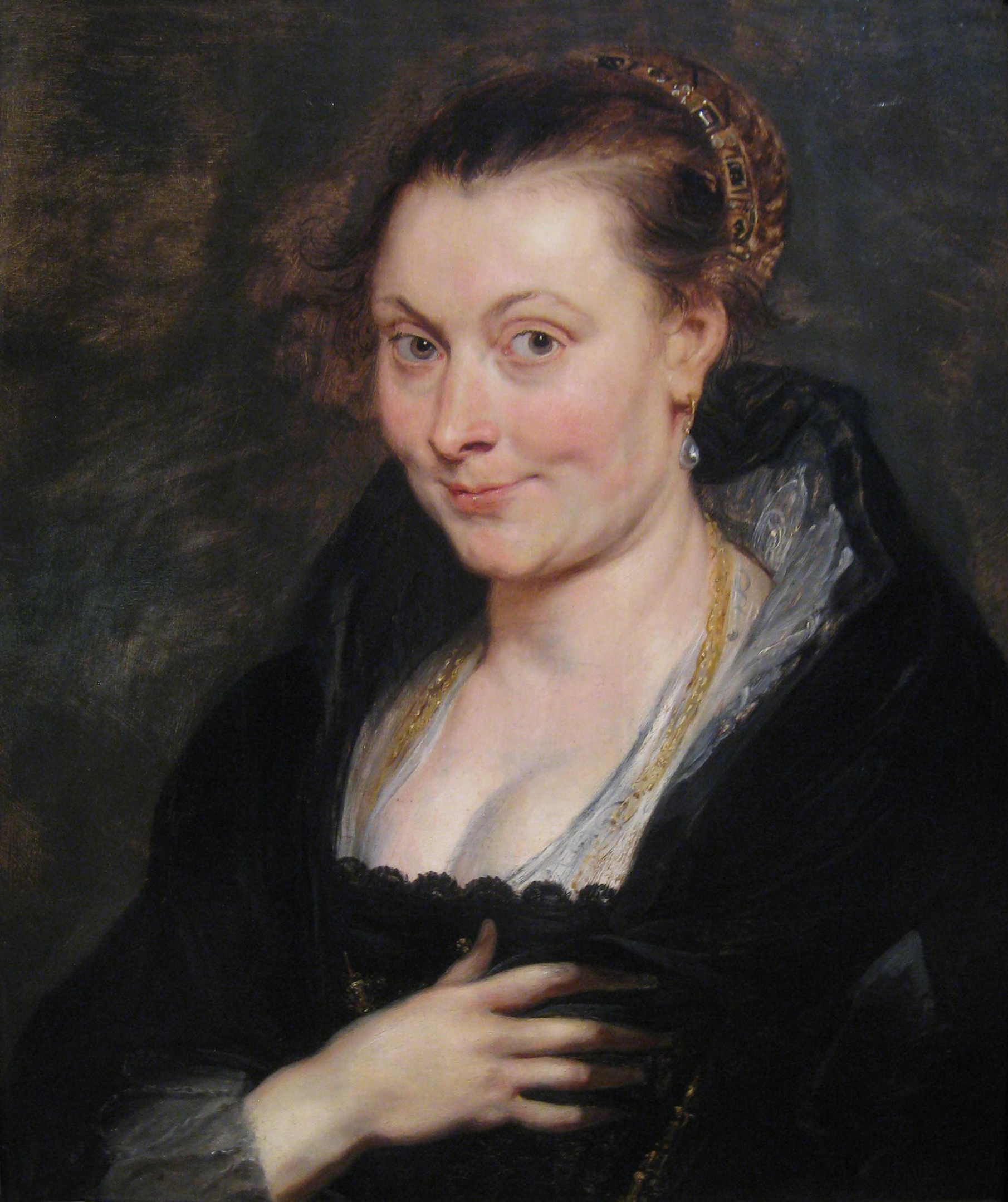
Isabella Brant, Gemälde von Rubens etwa 1620–25 (Cleveland Museum of Art)
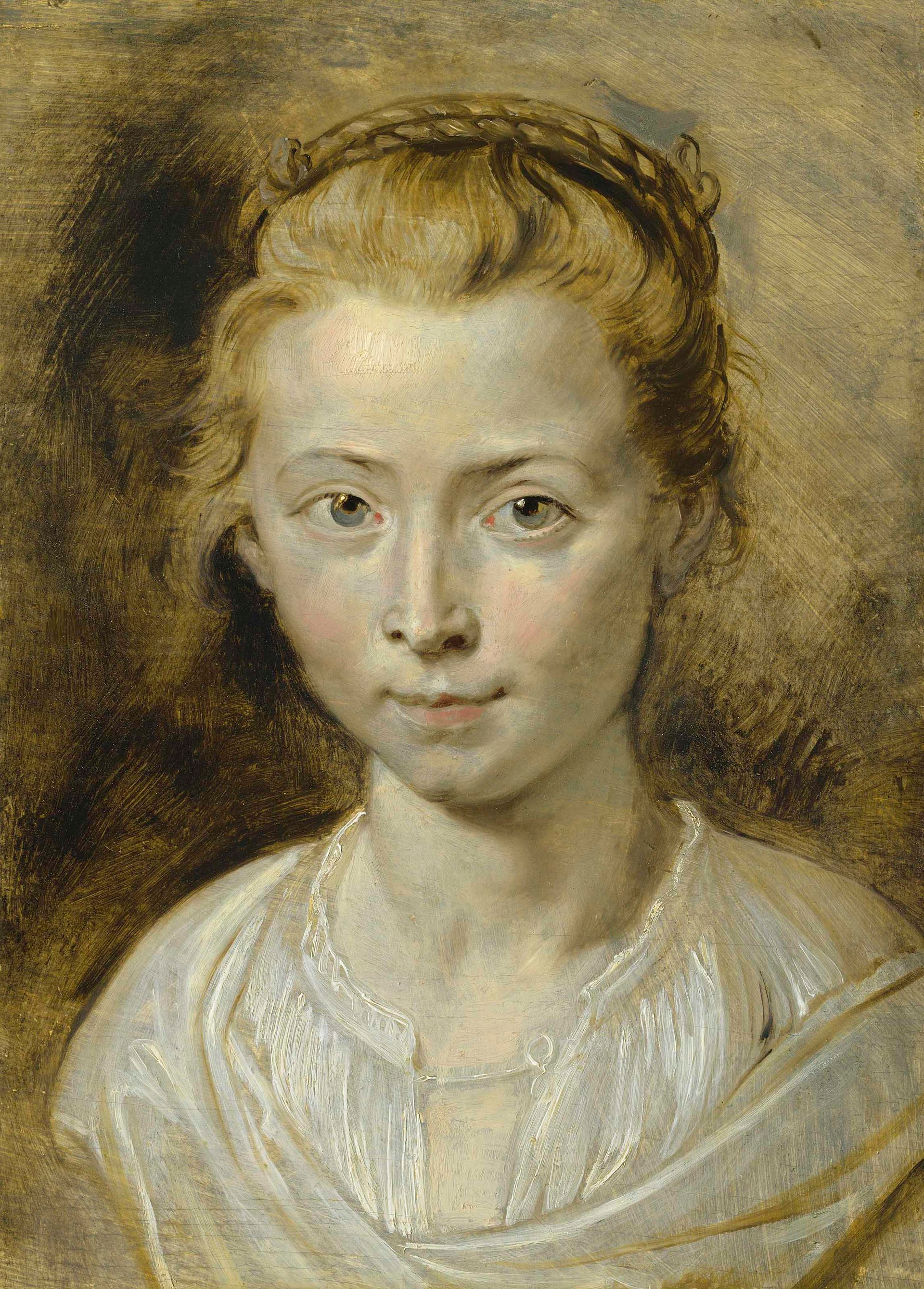
Clara Serena Rubens (Rubenshuis)